# Ligularia latihastata
Ligularia latihastata là một loài thực vật có hoa trong họ Cúc. Loài này được (W.W.Sm.) Hand.-Mazz. mô tả khoa học đầu tiên năm 1923.